# Estação Flintholm
Flintholm é uma da estação das linhas M1 e M2 do metro de Copenhaga, na Dinamarca.
Inaugurado em 24 de janeiro de 2004, está localizado no oeste de Copenhague, onde a linha S-train Frederikssund cruza a linha Anel S-trem (zona de tarifa 2).
A estação tem dois níveis. No nível mais baixo da Linha Anel corre aproximadamente norte-sul, com plataformas laterais (faixas 11 e 12). No nível superior, linha S-train Frederikssund e o Metro, executado em construções de pontes com uma plataforma central para cada, acima dos trilhos da Linha Anel. As pontes continuam a oeste da estação, acima de um terminal de ônibus e da rua Grøndals Parkvej em direção à estação Vanløse.

Um grande telhado de vidro monumental abrange todas as pistas e o terminal de ônibus. O projeto da estação ganhou vários prêmios, entre outros, os Prêmios de Design Europeu de aço.